# Plumatella repens
Plumatella repens is een mosdiertjessoort uit de familie van de Plumatellidae. De wetenschappelijke naam van de soort is voor het eerst geldig gepubliceerd in 1758 door Linnaeus.